# Traplice
Traplice (en allemand : Traplitz) est une commune du district d'Uherské Hradiště, dans la région de Zlín, en République tchèque. Sa population s'élevait à 1 153 habitants en 2020.

## Géographie
Traplice se trouve à 10 km au nord-ouest d'Uherské Hradiště, à 20 km au sud-ouest de Zlín, à 61 km à l'est-sud-est de Brno et à 241 km au sud-est de Prague.

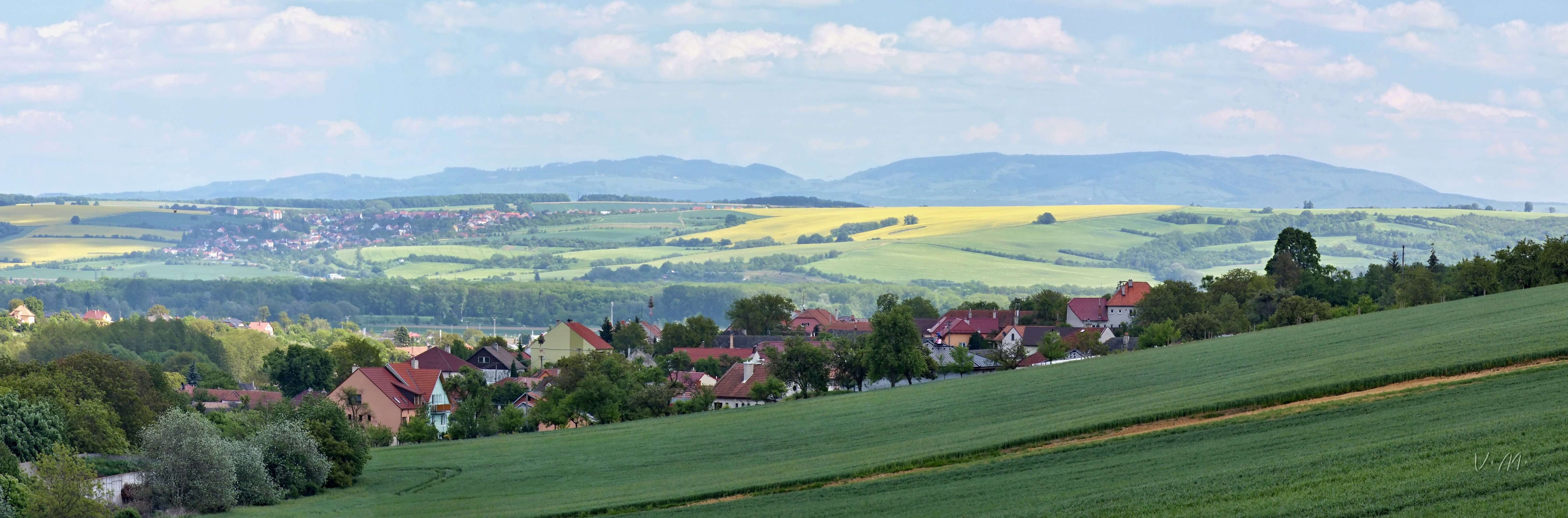
Traplice : vue générale.

La commune est limitée par Jankovice au nord, par Kudlovice à l'est, par Sušice au sud-est et par Jalubí au sud-ouest et à l'ouest.

## Histoire
La première mention écrite du village date de 1228.